# Clöswitz
Clöswitz ist ein Ortsteil der Gemeinde Uhlstädt-Kirchhasel im Landkreis Saalfeld-Rudolstadt in Thüringen.

## Geografie und Geologie
Clöswitz liegt 380 m ü. NN in einer nach Westen abfallenden Talsenke der Kochberger Hochebene und ist nach dieser Richtung mit Wald begrenzt. Die Landesstraße 2391 hat nach etwa 1 km westlich des Weilers Anschluss an die Bundesstraße 85 von Rudolstadt nach Weimar führend. Die Böden der landwirtschaftlichen Flächen liegen auf verwittertem, grundwasserfernem Muschelkalk. Die Tallagen haben Aueböden. Westlich liegt die Stadt Teichel und östlich Großkochberg.

## Geschichte
Die urkundliche Ersterwähnung erfolgte 1378. 2011 wohnen 35 Personen im Ortsteil.
Der Weiler ist Folge einer Rodungssiedlung. Im 14./15. Jahrhundert war er Vorwerk und Schäferei für das Rittergut Kochberg. Nach 1945 wurde hier eine Neubauernsiedlung errichtet.